# Marine Corps Air Station Kaneohe Bay
Base aérienne de Kaneohe Bay (USMC)
Le Marine Corps Air Station Kaneohe Bay ou MCAS Kaneohe Bay ( IATA : NGF , ICAO : PHNG , FAA LID : NGF) est un aérodrome du Corps des Marines des États-Unis situé dans le complexe du Marine Corps Base Hawaii, anciennement connu sous le nom de Marine Corps Air Facility (MCAF) Kaneohe Bay ou Naval Air Station (NAS) Baie de Kaneohe.[3] Il est situé à 3 km au nord-est du quartier d'affaires de Kaneohe, dans le comté d'Honolulu, à Hawaï, aux États-Unis.

## Unités de base
Le MCAS Kaneohe Bay est composé des unités volantes et non volantes :
US Marine Corps :
- Installations du Corps des Marines dans le Pacifique (MCIPAC) :
  - Quartier général et escadron de quartier général : C-20G Gulfstream IV
- 1st Marine Aircraft Wing :
  - Marine Aircraft Group 24 :
    - Escadron de logistique de l'aviation maritime 24 (MALS-24 Warriors)
    - Marine Light Attack Helicopter Squadron 367 (HMLA-367 Scarface) - Bell AH-1Z Viper (en) et UH-1Y Venom
    - Escadron d'hélicoptères lourds marins 463 (HMH-463 Pegasus) - CH-53E Super Stallion (dissoute en avril 2022)
    - 3ème Escadron de drones (VMU-3 Phantoms) - Boeing Insitu RQ-21 Blackjack (en)
    - Marine Medium Tilt-Rotor Squadron 268 (VMM-268 Just Real Player) - MV-22B Osprey
    - Marine Medium Tilt-Rotor Squadron 363 (VMM-363 Lucky Red Lions) - MV-22B Osprey

US Navy :
- Commandant, Helicopter Maritime Strike Wing Pacific (CHMSWP) :
  - Escadron d'hélicoptères d'attaque maritime 37 (HSM-37 Easyriders) - MH-60R Seahawk
- Commandant de l'Escadre de soutien logistique de la flotte (ASFCL) :
  - Escadron de soutien logistique de la flotte 51 (VR-51 Windjammers) - C-40A Clipper